# Uwe Seeler
Uwe Seeler (Hamburgo, 5 de novembro de 1936 – 21 de julho de 2022) foi um futebolista alemão. É considerado um dos maiores atacantes de sua geração e um dos ídolos do futebol alemão.

## Carreira

### Hamburgo
Defendeu durante toda sua carreira profissional apenas o Hamburgo, onde é considerado um símbolo, muito por sempre ter recusado propostas tanto de clubes nacionais quanto internacionais. Conquistou dois títulos com a equipe: o campeonato nacional em 1960 e a Copa da Alemanha em 1963.
Não sendo alto, tendo apenas 1,69 m, mas tendo muita força física, é considerado o precursor do centroavante "tanque" alemão. Seeler era uma massa bruta que literalmente conquistava espaço na área adversária para então chegar ao seu objetivo: o gol. E foram muitos, talvez não muito bonitos, sem aquele drible, aquele toque de classe. Mas no entrechoque da grande área, no bate-rebate e na bola alta ele era insuperável. Os alemães o chamavam de "Rei dos dezoito metros", a grande área era seu domínio. O centroavante acabou mostrando às gerações seguintes de atacantes que proteger bem a bola era a melhor alternativa para quem não havia nascido craque.
Além do Hamburgo, que dedicou sua vida durante vinte e seis anos, Seeler também disputou uma partida com o Cork Celtic, da Irlanda, após seis anos aposentado. Sua raça e seu esforço em campo eram contagiantes. Mais do que isso, os 766 gols marcados em 810 partidas ainda são recordes até hoje no clube. Ele foi o terceiro melhor jogador da Europa em 1960, oito vezes artilheiro nacional, e eleito três vezes como melhor jogador alemão do ano. Oficialmente Seeler marcou cerca de 566 gols oficiais em sua carreira sendo 521 gols pelo Hamburgo, 2 gols pelo Cork Celtic e 43 gols pela seleção alemã, em jogos não oficiais soma incríveis 826 gols marcados (766 gols pelo Hamburgo, 2 gols pelo Cork Celtic e 58 gols pela seleção da Alemanha).  

## Seleção
Seeler também disputou quatro Copas do Mundo. Teve a maior chance de conquistar o título em 1966, quando terminou com o vice-campeonato. Seeler também teve a infelicidade de disputar a primeira e última edição antes e depois do título alemão no torneio.
Em 1965 sofreu o maior susto da carreira: em fevereiro teve uma ruptura do tendão de aquiles da perna direita e chegou a ter o fim da carreira anunciada. Mas, em agosto, ele estava de volta aos gramados, vésperas da convocação para o jogo contra a Suécia pelas eliminatórias da Copa do Mundo de 1966. Foi a Estocolmo e fez o gol da vitória alemã. Na edição seguinte, em 1970, teve de mudar suas características. Ele era o encarregado de abrir espaços e chamar a marcação para que um novo goleador brilhasse: Gerd Müller. Seeler cumpriu a missão e ainda fez três gols na competição. Depois da Copa se despediu da seleção e, no ano seguinte, do futebol, deixando um herdeiro à sua altura.

## Recorde
Ao lado de Pelé, Klose e Cristiano Ronaldo, detém o recorde de jogador em Copa do Mundo a ter feito gols em quatro mundiais (1958, 1962, 1966, 1970).

## Morte
Seeler morreu em 21 de julho de 2022, aos 85 anos de idade.

## Títulos
Hamburgo
- Campeonato Alemão: 1959-60
- Copa da Alemanha: 1962-63
- Copa da Liga Alemã: 1972